# (353) Руперто-Карола
(353) Руперто-Карола (лат. Ruperto-Carola) — астероид части главного пояса, который принадлежит к светлому спектральному классу S. Он был открыт 16 января 1893 года немецким астрономом Максом Вольфом в обсерватории Хайдельберга. Название происходит от латинского названия Гейдельбергского университета имени Рупрехта и Карла (лат. Ruperto Carola Heidelbergensis). 

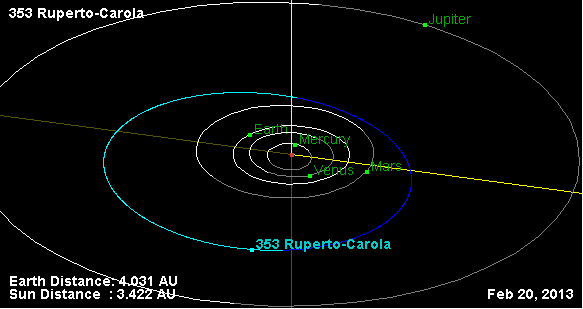
Орбита астероида Руперто-Карола и его положение в Солнечной системе